# Јемаја
Јемаја (Јоруба: Yemọja) је водеће водеће божанство из јорубске религије. Она је ориша и мајка свих орих, родила је 14 јорубских богова и богиња. Често се синкретизује са "Госпом од Регле" у афрокубанској дијаспори или разним другим ликовима Девице Марије у Католичкој цркви, праксе која се појавила у доба трансатлантске робовске трговине. Јемаја је заштитнички и мајчински настројена, и брине се за сву своју децу, тешећи их и прочишћујући њихову тугу. Сматра се да је у стању да излечи неплодност код жена, а каври шкољке представљају њено благо. Не губи лако своју мирноћу, али кад је љута, може бити прилично деструктивна и насилна, као поплава воде турбулентних река.
Јемаја је често описана као сирена и повезана је са месечевим, воденим и женственим мистеријама. Она је заштитница жена. Она управља свиме што се односи на жене; порођај, зачеће, родитељство, безбедност деце, љубав и исцељење. Она надгледа дубоке тајне, древну мудрост, месец, морске шкољке и колективну подсвест. Према миту, када јој је пукао водењак, изазвао је велику поплаву стварајући реке и потоке, а први смртни људи су створени из њене материце.

## Варијације имена
- Јоруба: [1]
- Португалски: Yemanjá, Iemajá, Iemanjá, Janaína, Mãe da Água[3]
- Шпански: Yemayá, Yemoyá, Yemallá, Madre del Agua[3]
- Француски:
- Пиџин:

## Африка
У традиционалној јорубској култури и духовности, Јемаја је мајчински дух; патронски дух жена, посебно трудница; Она је патронско божанство реке Огун (Одо Огун), али се такође обожава у било којом и свим притокама, потоцима, изворима поред бунара и одлива.
Њено име је контракција јоруба речи Иеје, што значи "мајка"; омо, што значи "дете"; и Ија, што значи "риба"; грубо преведен израз значи "Мајка чија су деца попут рибе". Ово представља пространост њеног материнства, њене плодности и њеног владања над свим живим стварима.
У западној Африци, Јемаја се обожава као високо речно божанство, али се у Бразилу и Куби обожава углавном као богиња мора / океана. Речним божанствима у Јорубаленду спадају Јемаја, Осун (Осшн), Еринлеле, Оба, Јева, итд. Олокун испуњава улогу морског божанства у Јорубаленду, док је Јемаја лидер других речних божанстава.
Речо божанство Јемаја је често приказано као сирена, чак и у Западној Африци, и она може посетити сва друга водна тела, укључујући језера, лагуне и море, али њен дом и област која она поседује су реке и потоци, поготово Огун у Нигерији.